# 波利斯凱 (赫梅利尼茨基州)
50°6′14″N 26°35′6″E / 50.10389°N 26.58500°E
波利斯凱（羅馬化：Poliske）是位於烏克蘭西部赫梅利尼茨基州舍佩蒂夫卡區的村莊，始建於1152年，面積20.9平方公里，海拔高度271米，2011年人口704，人口密度每平方公里33.7人。